# Shannon and the Clams
Shannon and the Clams é um trio indie de garage punk residente de Oakland, Califórnia.
Conhecidos pela sonoridade vintage que incorpora elementos do doo-wop, R&B, garage psych, e surf music, a banda é comparada a Buddy Holly e a grupos femininos dos anos 60. Entretanto, Shannon and the Clams se diz influenciada por desde elementos musicais dos anos 50 ao punk dos anos 80.
A banda é formada por Shannon Shaw, que canta e toca baixo, o guitarrista Cody Blanchard, e o baterista Ian Amberson. O trio se conheceu no California College of the Arts, aonde começaram a tocar juntos. Shaw também faz parte da banda de queercore Hunx and His Punx.
O primeiro álbum de Shannon and the Clams, I Wanna Go Home, foi lançado em 2009. Em 2011 o grupo lançou Sleep Talk, e em maio de 2013, Dreams in the Rat House. O quarto álbum do trio, Gone by the Dawn, foi descrito por Still in Rock como “a mais bela emanação dos últimos anos do que se pode considerar como “cultura Elvis Presley”.

## Discografia
- I Wanna Go Home  (2009)
- Sleep Talk (2011)
- Dreams in the Rat House (2013)
- Gone By The Dawn (2015)